# بقع بيير

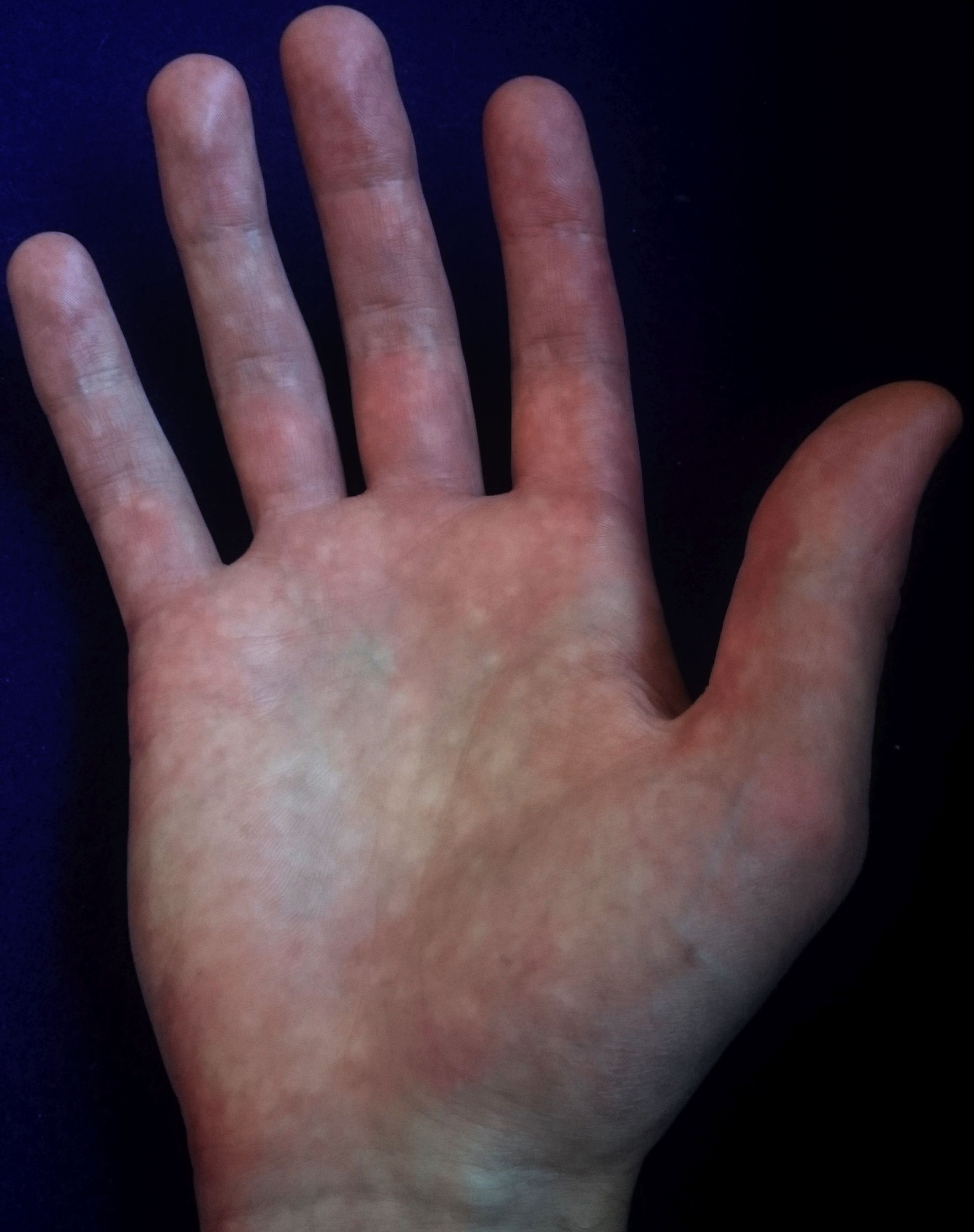
تسليم مع نقاط بيير متعددة

بقع بيير (بالإنجليزية: Bier spots)‏ بقع بيضاء صغيرة توجد عادة في الذراع أو الساق، حيث يبدو الجلد كما لو أنه حماميًا ولكنه يتحول إلى أبيض في حال الضغط عليه بحيث تختفي هذه اللطاخات أو البقع. :863 يُعد ظاهرة وعائية فسيولوجية حميدة ليس له أهمية سريريه.  :863 :819–20

## التشخيص
تظهر البقع نتيجة احتقان الدم في الشعيرات الدموية في الذراعين خصوصا عند انضغاط الدم.
تظهر البقع أيضًا عند رفع الذراعين قليلاً عن الجذع (زاوية 45 درجة تقريبًا) وتختفي مرة أخرى عند شد الذراعين لأعلى. 

## العلاج
ظاهرة فسيولوجية لا تتطلب علاج.

## وصلات خارجية
- "Bier spots | Genetic and Rare Diseases Information Center (GARD) – an NCATS Program". rarediseases.info.nih.gov (بالإنجليزية). Archived from the original on 2024-06-10. Retrieved 2017-09-20.